# John Leslie (acteur)
Pour les articles homonymes, voir John Leslie.
John Leslie Nuzzo, né le 25 janvier 1945 à Pittsburgh (Pennsylvanie) et mort le 5 décembre 2010 à Mill Valley (Californie), est un acteur, réalisateur et producteur de films pornographiques américain. Il a parfois utilisé les pseudonymes de Louis T. Beagle, John Leslie Dupre, et John Nuzzo.

## Biographie
Depuis 1973 et le tournage de Sensuous Delights, John Leslie tourna dans environ 300 films pornographiques. Il obtint plusieurs récompenses dans les festivals spécialisés dans ce genre et côtoya de grandes vedettes américaines s'y adonnant, notamment : Traci Lords, Seka, Christy Canyon, Juliet Anderson, Veronica Hart, Kay Parker et Barbara Dare.
Il passa à la réalisation en 1987, pour Nightshift Nurses. Il signa ensuite d'autres films comme The Chameleon (1989), Curse of the Catwoman (1992), Dog Walker (1994) et obtint l'AVN award du meilleur réalisateur en 1994.

## Récompenses
- 1977 : AFAA "Best Supporting Actor" for "Coming of Angels"
- 1980 : AFAA "Best Actor" for "Talk Dirty to Me"
- 1980 : CAFA "Best Actor" for "Talk Dirty to Me"
- 1981 : AFAA "Best Actor" for "Wicked Sensations"
- 1982 : AFAA "Best Actor" for "Talk Dirty to Me 2"
- 1982 : CAFA "Best Actor" for "Talk Dirty to Me 2"
- 1984 : AFAA "Best Actor" for "Dixie Ray" and for "Every Woman has a Fantasy" (tied with himself for both movies)
- 1985 : AFAA "Best Supporting Actor" for "Taboo"

AVN
- 1985 : AVN Award: "Best Supporting Actor - Film"  pour Firestorm
- 1987 : AVN Award: Meilleure scène de sexe en couple -Film (Best Couples Sex Scene - Film) pour Wild Things
- 1988 : AVN Award: "Best Actor - Film" pour Firestorm II
- 1989 : AVN Award: "Best Director - Video"
- 1995 : AVN Award: "Best Director - Video"
- 1995 : AVN Award: "Best Director - Film"
- 1999 : AVN Award: "Best Director - Video"

XRCO
- 1988 : XRCO "Best Actor" for "Beauty and the Beast"
- 1987 : XRCO "Best Director - Video" for "Nightshift Nurses"
- 1988 : XRCO "Best Director" for "Catwoman"
- 1992 : XRCO "Best Film" for "Chameleons: Not The Sequel"
- 1994 : XRCO "Director of the Year"
- 1997 : XRCO "Director of the Year"
- 1998 : XRCO "Director of the Year"